# Кушнур
Кушну́р (рос. Кушнур, марій. Кӱшнур) — присілок у складі Звениговського району Марій Ел, Росія. Входить до складу Красногорського міського поселення.
Стара назва — Кішнур.

## Населення
Населення — 202 особи (2010; 209 у 2002).
Національний склад (станом на 2002 рік):
- марі — 99 %